# Irma Laplasse
Irma Laplasse, née Irma Swartvaegher, le 9 février 1904 à Schore, était une agricultrice flamande qui fut à l'origine de la mort de sept résistants de l'Armée secrète qui détenaient son fils lors des dernières heures de la Seconde Guerre mondiale en Belgique. Arrêtée, elle sera condamnée à mort par un tribunal militaire et fusillée à la prison de Bruges, le 30 mai 1945. Cette figure deviendra le symbole pour l'extrême droite flamande et les nationalistes de la répression inique selon eux dont firent l'objet les collaborateurs flamands dans l'immédiat après-guerre. Son journal intime sera publié en 1947. En 1970, le jésuite et historien Karel Van Isacker le réédite dans une version préfacée dans laquelle il fustige la position de l'auditeur militaire, Jean Vossen. La polémique enflant, ceci conduira à l'annulation du procès militaire, à une nouvelle instruction en 1995 et à un nouveau procès dont l'arrêt fut rendu en 1996. Il verra la sentence de mort commuée à titre posthume en détention à perpétuité pour trahison et dénonciation à l'ennemi ayant entraîné la mort. Un nouveau pourvoi en cassation fut introduit en 1997. Il n'aboutira pas. Cette affaire fut un dossier sensible en Belgique en ce qui concerne les rapports entre Wallons et Flamands autour de l’amnistie hypothétique des faits de collaboration durant la Seconde Guerre mondiale.

## Éléments biographiques
Irma Laplasse naît dans le village de Schore aujourd'hui rattaché à la commune de Middelkerke, le 9 février 1904. À 20 ans elle épouse Henri Laplasse. Le couple s'établit dans une ferme à Ostdunkerque. Le couple a deux enfants, Angèle et Frederiek. Henri devient l'un des dirigeants de la Ligue nationale flamande (Vlaams Nationaal Verbond ou VNV). Frederiek s'investira au sein du Nationaal-Socialistiche Jeugd Vlanderen puis de la Fabriekswacht (nl) où il assurera, en uniforme allemand, entre autres rôles, celui de surveillant de l'aérodrome de Coxyde. Angèle fut quant à elle active au sein des Dietsche Meisjesscharen. 

### La journée du 8 septembre 1944
Le 7 septembre 1944, Dixmude est libérée par les troupes canadiennes. Les Allemands se replient à Groenendijk, entre Ostdunkerque et Nieuport où se trouve une importante batterie côtière composée de 15 bunkers dont un de commandement. Sentant l'issue de la guerre proche, des résistants de l'Armée secrète procèdent à des arrestations de collaborateurs et de soldats allemands en pleine débâcle. Frederiek Laplasse, en raison de ses accointances avec l'ennemi, fait partie des personnes interpellées. Le 8 septembre 1944, Irma Laplasse, accompagnée de sa fille, informe les soldats de la Wehrmacht retranchés à Groenendijk que des soldats allemands ainsi que son fils sont retenus prisonniers à l'école communale d'Ostdunkerque par un groupe de résistants armés. Une compagnie allemande est détachée et se rend aussitôt sur place où elle ne tarde pas à reprendre l'école. Trois résistants trouvent la mort dans l'échauffourée et quatre sont fusillés immédiatement après leur capture.
Irma Laplasse est arrêtée et jugée pour trahison et délation. Le 10 février 1945, la cour militaire de Gand condamne à la peine de mort Irma Laplasse. Elle est fusillée à la prison de Bruges où elle était détenue, le 30 mai 1945.

### Un symbole nationaliste flamand
Le dossier Laplasse ne se refermera jamais complètement. Irma Laplasse deviendra un symbole pour les radicalistes flamands des jugements iniques selon eux subis par les Flamands lors de la période de répression à l'issue de la guerre. En 1947, le journal intime d'Irma Laplasse sera publié. L'historien et Jésuite, Karel Van Isacker le republie en 1970 dans une version longuement préfacée. Il y critique durement le positionnement de l'auditeur militaire lors du procès de 1945, Jean Vossen, met en avant l'amour maternel et occulte parfois des faits établis. L'objectif est d'obtenir la révision du procès et l'acquittement d'Irma Laplasse. Louis De Lentdecker, pourtant ancien résistant, prend également position en faveur d'une réhabilitation. Jean-Marie Pylyser, journaliste au Laatste Nieuws, auteur de plusieurs ouvrages sur cette affaire, parlera  d'un véritable « complot pour la réhabilitation. » En 1988, ce dernier recueille un témoignage inédit selon lequel Irma Laplasse aurait confié à un ancien résistant avoir été trouver les Allemands sur ordre de son mari. Jusqu'alors, la version officielle était que son mari était absent lors de la délation (il ramassait du bois et devait ensuite se rendre chez sa mère). Dans son journal intime, elle avait en effet écrit : « Ma mort pourrait lui être profitable » et s'adressant à ses enfants : « Toute la lumière n'est pas encore faite ». Dans sa cellule, la veille de son exécution, elle fait ses adieux à son mari et à son fils également détenus et dit à une codétenue: « S'ils m'auront demain, on les aura eus aussi, les salauds ».

### Révision du procès
En 1994, Melchior Wathelet, alors ministre de la Justice, fait mettre à l'étude l'éventualité d'une réouverture du dossier,. Le 30 mai 1995 l'arrêt de la cour militaire rendu en 1945 est annulé. Une nouvelle instruction démarre, elle débouchera, le 7 décembre 1995, sur un nouveau procès, le verdict est rendu par la cour militaire de Bruxelles, le 14 février 1996.
Lors du second procès, Peter Lentz, alors sous-officier allemand à la batterie de Groenendijk, explique qu'il a été entendu pour la première fois à propos d'Irma Laplasse en 1975 lors d'un complément d'enquête diligenté par Jacques Maes. Il se souvient qu'Irma Laplasse et sa fille se sont présentées à la batterie côtière pour signaler que des résistants s'étaient retranchés dans l'école communale et qu'ils détenaient des Allemands et son fils. Une heure et demie plus tard, une compagnie placée sous les ordres du major Corneille fondait sur l'école. Le lendemain, il la revit encore, munie cette fois d'un drapeau blanc. Elle avait été envoyée en éclaireur par les Canadiens pour accélérer la reddition du fortin.
Irma Laplasse restera condamnée pour trahison devant l'ennemi. Sa sentence est cependant revue et commuée, à titre posthume, de la peine capitale à la réclusion à perpétuité. Irma Laplasse est morte depuis 51 ans. Deux mois plus tard, la Belgique renoncera définitivement à la peine de mort qui n'était plus appliquée depuis de nombreuses années,.
En 1997, la famille souhaite se pourvoir en cassation du jugement, elle est déboutée.

## Documentaires
- Émissions Strip-Tease, André François, E. Machtou, Pierre Boeckx, Laplasse, côté noir et  Laplasse, côté blanc, RTBF, 1995 (SO1 E374 et SO1 E375). Amnistie ? sur le site de la Sonuma.